# Cantonul Aix-en-Provence-Nord-Est
Cantonul Aix-en-Provence-Nord-Est este un canton din arondismentul Aix-en-Provence, departamentul Bouches-du-Rhône, regiunea Provence-Alpes-Côte d'Azur, Franța.

## Comune
- Aix-en-Provence (reședință)
- Le Tholonet
- Saint-Marc-Jaumegarde
- Vauvenargues
- Venelles